# Keleti kéneslepke
A keleti kéneslepke (Colias erate) a fehérlepkefélék családjába tartozó, egész Eurázsiában és Észak-Afrikában elterjedt lepkefaj. 

## Megjelenése
A keleti kéneslepke szárnyfesztávolsága 4,0-5,0 cm. Az elülső szárny keskeny. A hím elülső szárnyainak felszíne élénk citromsárga, széles fekete szegéllyel; a csúcsán az erek sárgán kirajzolódnak. Az elülső szárnyakon középtájt (a sejt végén) kerek fekete, míg a hátsó szárnyakon narancsszínű folt látható. Az elülső szárnyak fonákján a szegélyen fekete foltok sorakoznak. A középső folt az elülső szárnyon itt is fekete, míg a hátsó szárnyon fehér, vékony barna udvarral.
A nőstény szárnyainak mintázata hasonló, felszíne zöldessárga, elülső szárnyának fekete szegélyében nagy, sárga foltok vannak, hátulsó szárnyain erős a szürke behintés, a szegélytér világosabb.
Színezete és rajzolata is igen változékony; lehet narancsos árnyalatú (f. edusoides, a sáfrányszínű kéneslepkére hasonlít) vagy halványsárga (f. pallides, fakó kéneslepke-szerű).
Petéje sárgásfehér majd vörösbarna, orsó alakú, hosszában bordázott.
Hernyója sötétzöld, oldalán vékony sárga vonallal, amit szelvényenként narancssárga vonal díszít. 

### Hasonló fajok
A fakó kéneslepke, a déli kéneslepke és sáfrányszínű kéneslepke hasonlít hozzá.

## Elterjedése
Eurázsiában (Japántól Közép-Európáig) és Észak-Afrikában (egészen Etiópiáig) fordul elő. Délkelet-Európából terjeszkedve meghonosodott a Kárpát-medencében és a 2000-es évektől megjelent Ausztriában és Németországban is (itt azonban még nem jeleztek sikeres áttelelést). Magyarországon mindenütt megtalálható. 

## Életmódja
Meleg száraz réteken, sztyeppréteken, parlagokon, lucernásokban él. 
Áprilistól novemberig három nemzedéke fejlődik. Hernyója különféle pillangósvirágúak, baltacim-fajok (Onobrychis spp.), kerep-fajok (Lotus spp.), lucerna-fajok (Medicago spp.), somkóró-fajok (Melilotus spp.), here-fajok (Trifolium spp.) leveleivel táplálkozik. Igen gyorsan fejlődik, kedvező körülmények között a peterakástól a bábból való kibújásig 21-25 nap is elegendő. Hernyó alakban telel át. 
Magyarországon nem védett.

## Alfajai
- C. e. erate (Európa és Közép-Ázsia)
- C. e. amdensis Verity, 1911 (Kína)
- C. e. marnoana Rogenhofer, 1884 (Szudán, Etiópia, Arábia)
- C. e. sinensis Verity, 1911 (Mandzsúria, Észak-Korea)
- C. e. formosana Shirôzu, 1955 (Tajvan)
- C. e. lativitta Moore, 1882 (Nepál, Észak-India)
- C. e. poliographus Motschulsky, 1860 (Mongólia, Japán, Kelet-Szibéria)
- C. e. tomarias Bryk, 1942 (Kuril-szigetek)
- C. e. naukratis Fruhstorfer, 1909 (Altaj, Dél-Szibéria)
- C. e. nilagiriensis C. & R. Felder, 1859 (Dél-India)

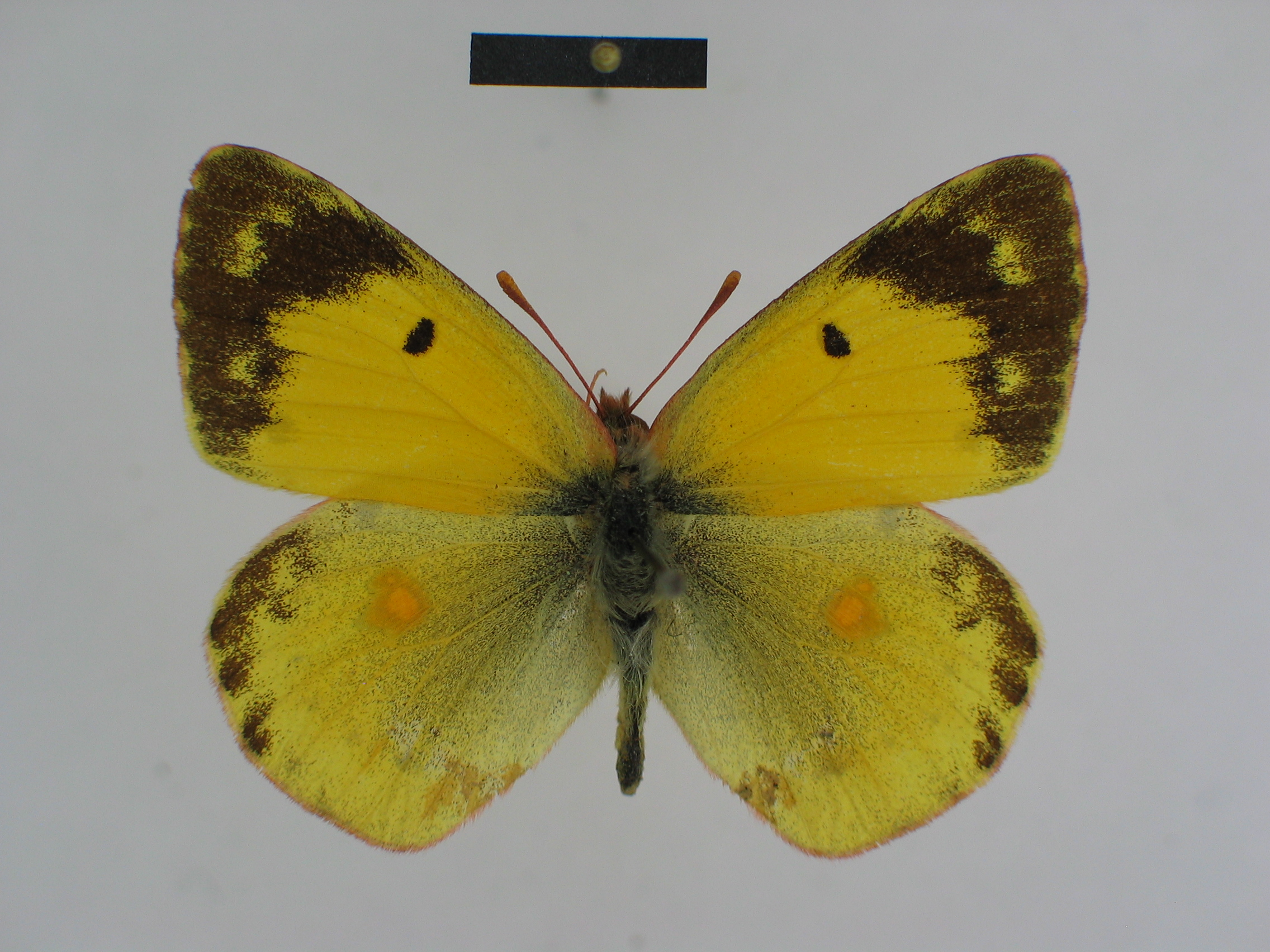
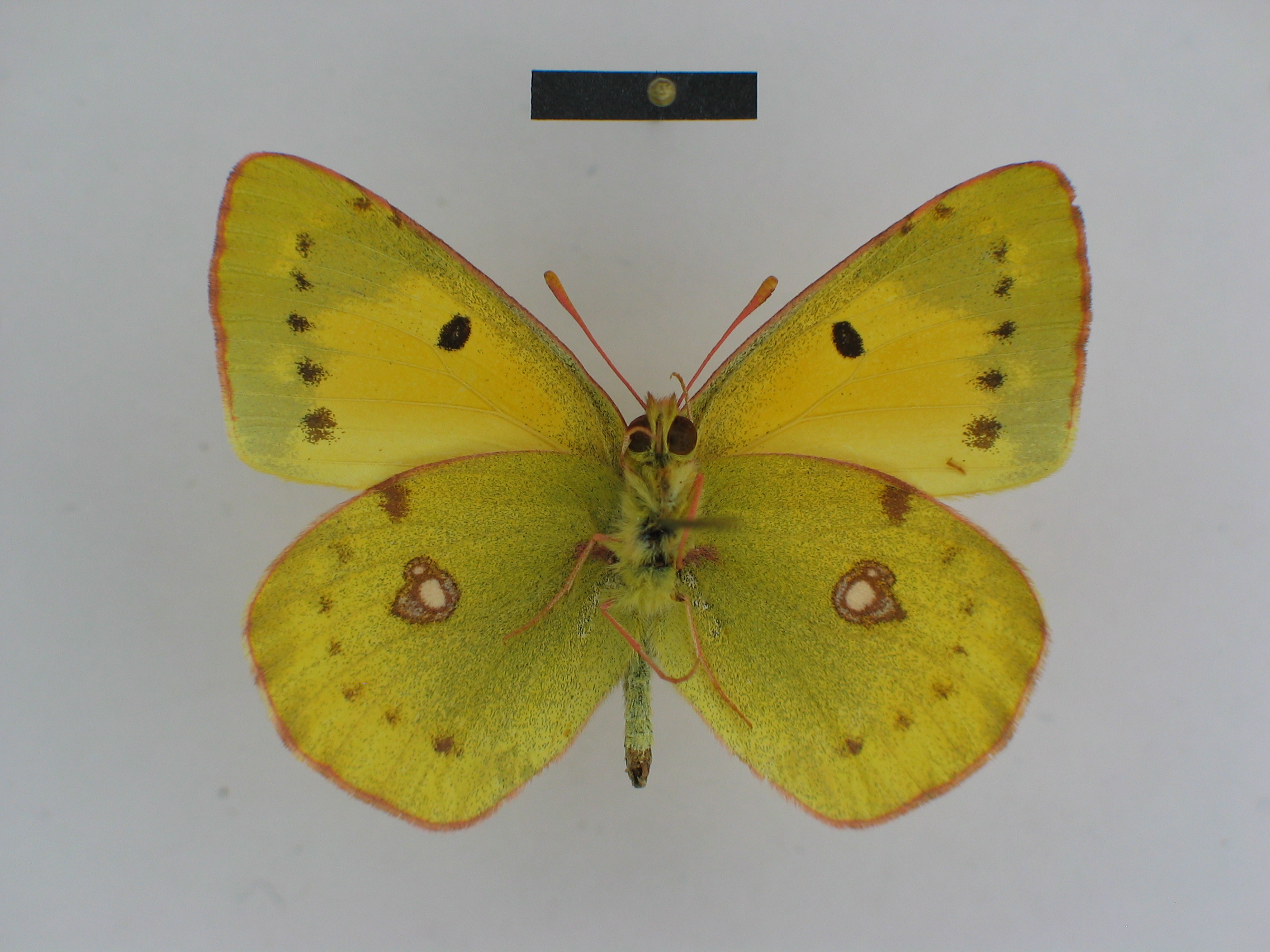
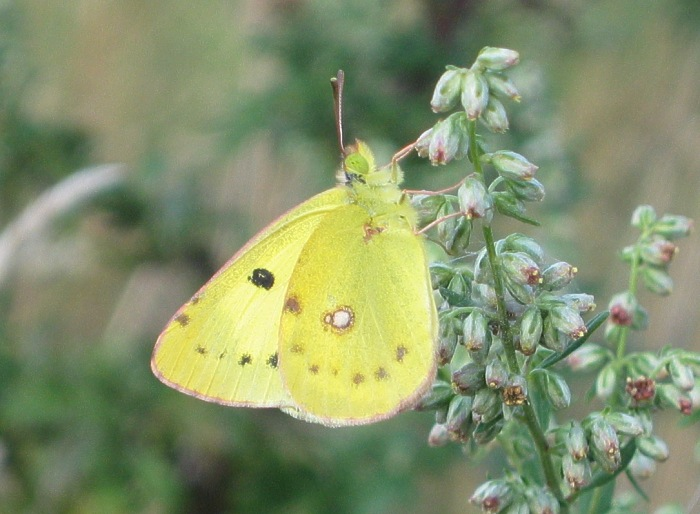
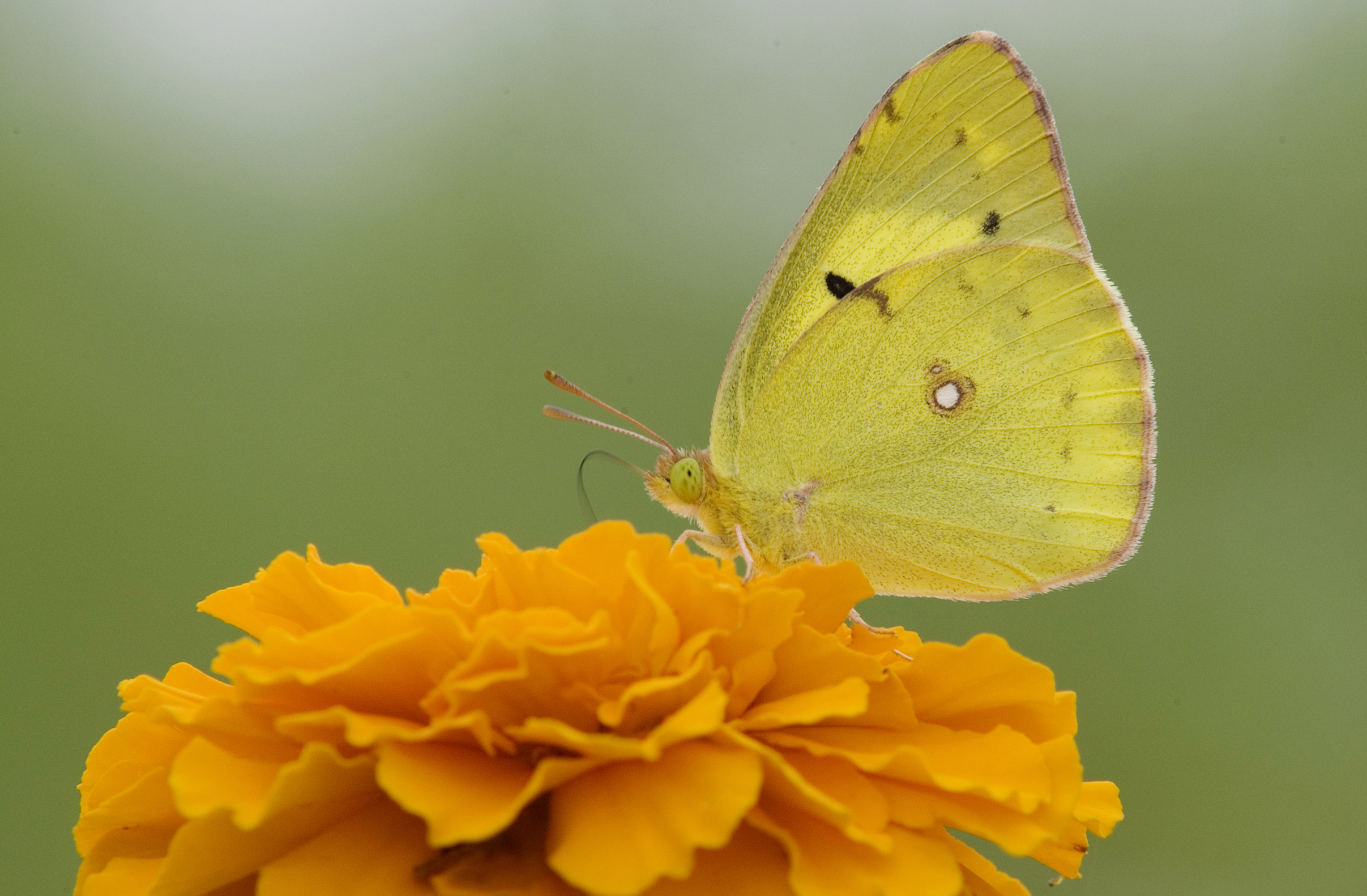
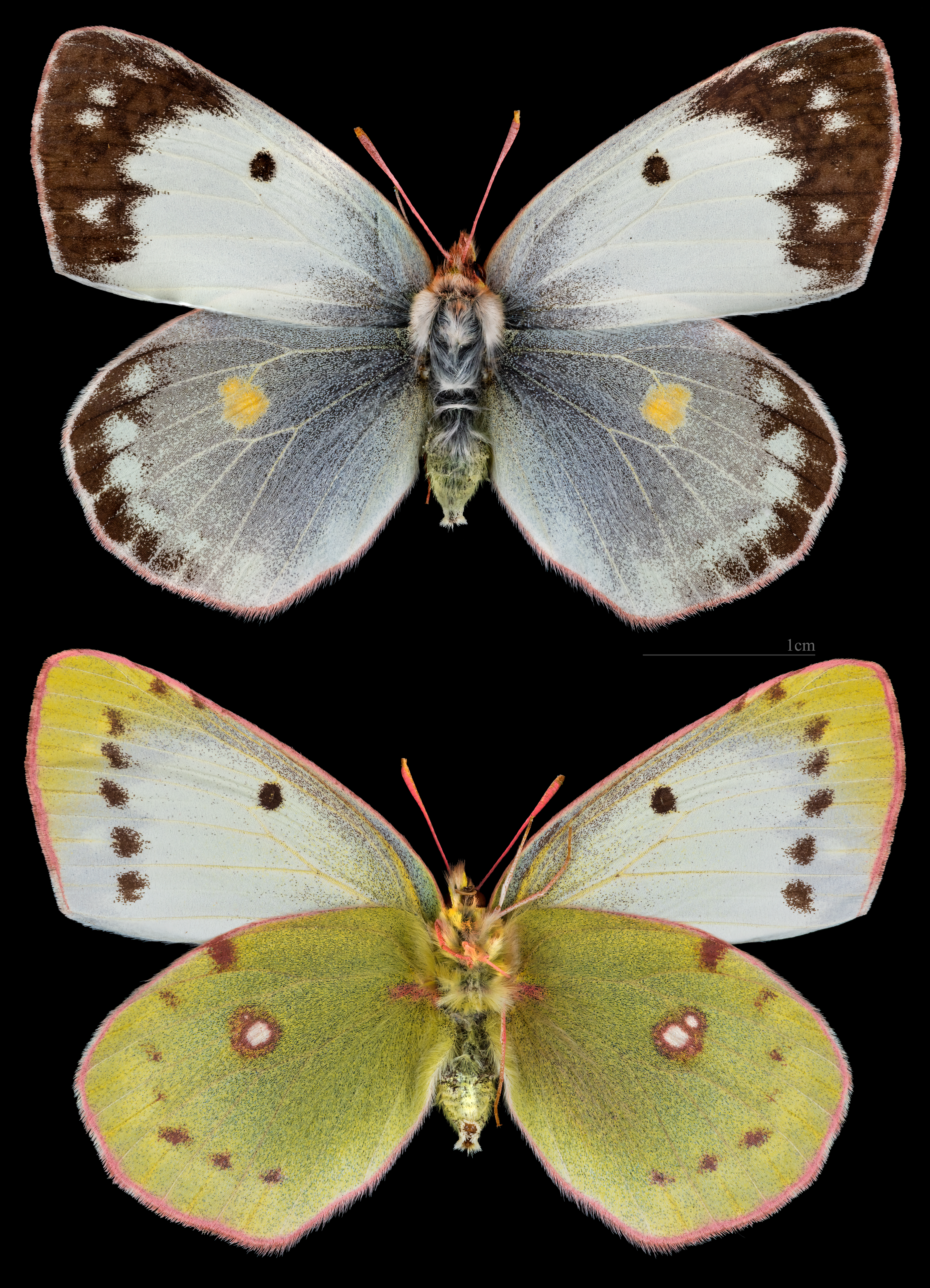